# 4.ª Flota (Japón)
La 4.ª Flota (第四艦隊 Dai-yon Kantai?) fue una flota de la Armada Imperial Japonesa que sirvió en diferentes conflictos.

## Historia
La 4.ª Flota se creó el 14 de junio de 1905 durante la Guerra Ruso-Japonesa tras la batalla de Tsushima, y fue disuelta en diciembre del mismo año con motivo del final de la contienda.
El 20 de octubre de 1937 fue nuevamente creada con el comienzo de la segunda guerra sino-japonesa.